# Sofía Paloma Gómez
Sofía Paloma Gómez Vergara (Santiago, 25 de septiembre de 1985) es una cineasta y actriz chilena.

## Biografía
Nacida en Santiago, Gómez estudió actuación en la Universidad Arcis y cursó un Magíster en Cine Documental en la Universidad de Chile.
Fue actriz, coguionista y coeditora de «Perro muerto», película dirigida por el chileno Camilo Becerra en 2010.
En 2012, estrenó su primer documental, «Quiero morirme dentro de un tiburón», presentado en el 20° Festival Internacional de Cine de Valdivia y el 17º Festival Internacional de Documentales de Santiago (FIDOCS).
En 2018, junto a Camilo Becerra, codirigió el largometraje «Trastornos del sueño», estrenado en el Festival de Cine Sanfic de ese mismo año. En 2024, nuevamente junto a Becerra, codirigió el largometraje «Quizás es cierto lo que dicen de nosotras», inspirado en el caso policial de Antares de la Luz, y que estuvo entre los films preseleccionados para representar a Chile en los Premios Oscar 2025.